# Miersiella cavifrons
Miersiella cavifrons is een krabbensoort uit de familie van de Xanthidae. De wetenschappelijke naam van de soort is voor het eerst geldig gepubliceerd in 1989 door Takeda.